# جامعة كيرلا

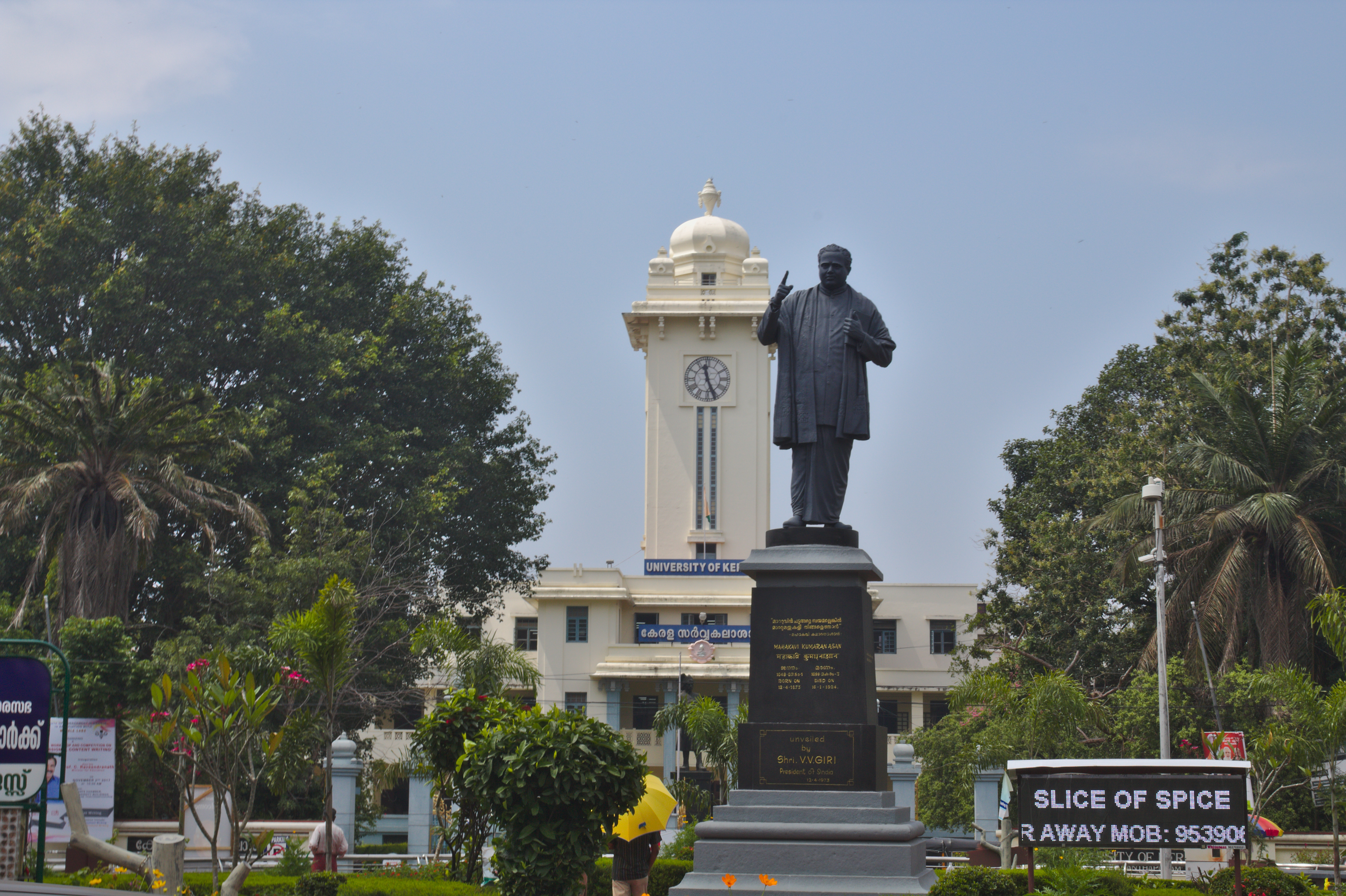
تمثال للشاعر المالايالام كوماران أسان أمام جامعة كيرالا

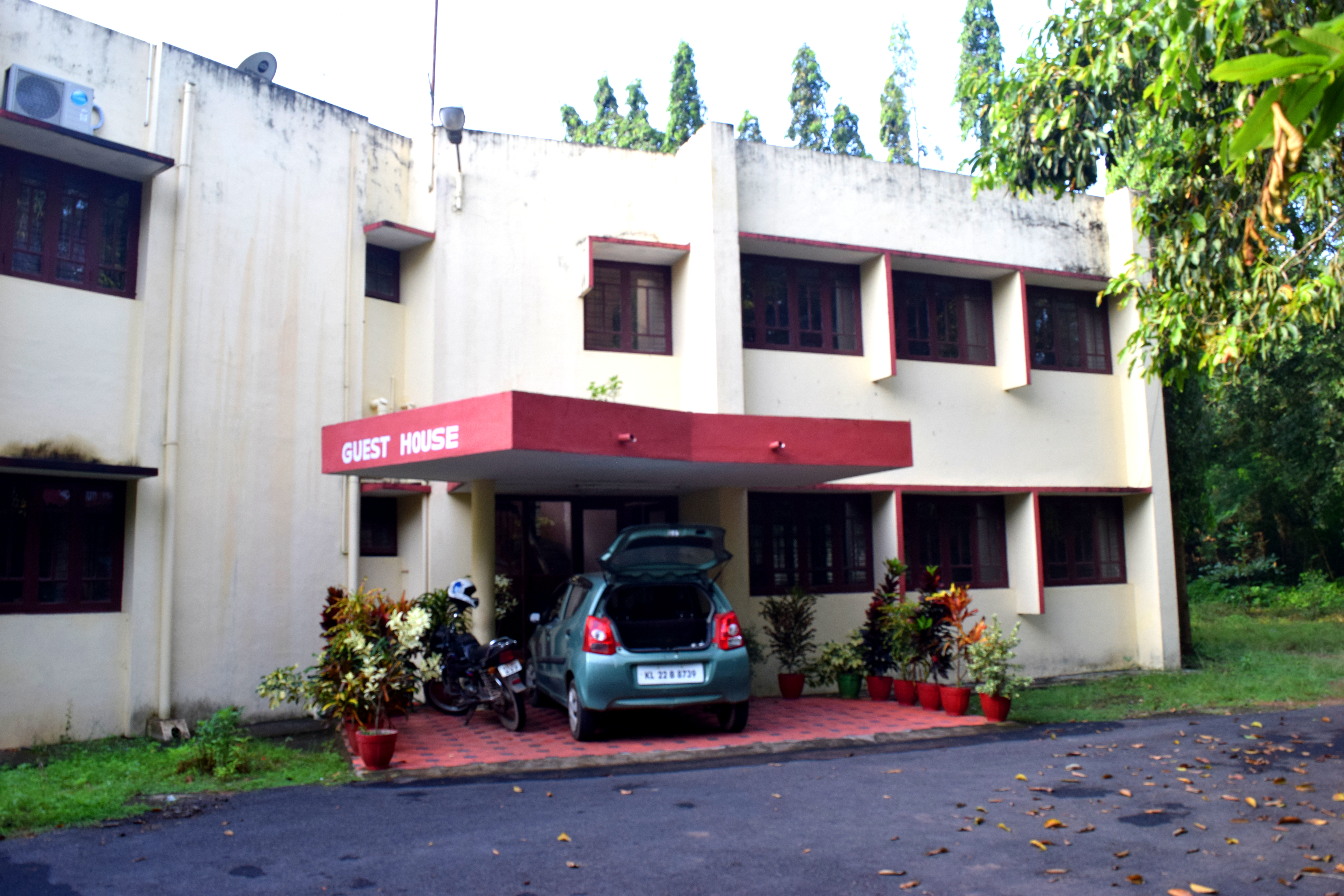
منزل الضيف

جامعة كيرالا (بالإنجليزية: Uiversity of kerala)‏ تعرف سابقًا باسم جامعة ترافانكور،  هي جامعة عامة  تقع في ثيروفانانثابورام، عاصمة ولاية كيرالا، الهند. تأسست عام 1937م، وذلك قبل فترة طويلة من ولادة ولاية كيرالا في الهند، من خلال إصدار مهراجا ترافانكور، سري تشيثيرا ثيرونال بالاراما فارما الذي كان أيضًا أول مستشار للجامعة.

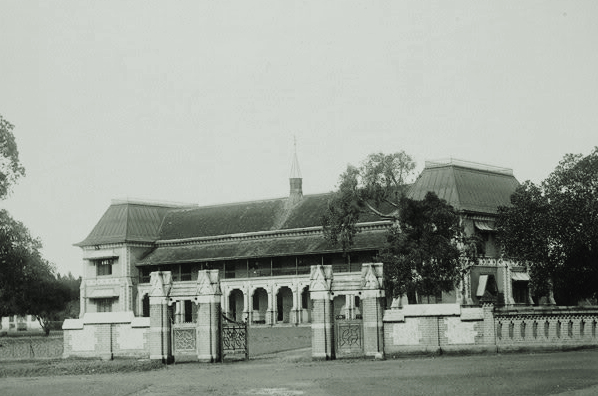
جامعة ولاية كيرالا في 1940s

## الإدارات

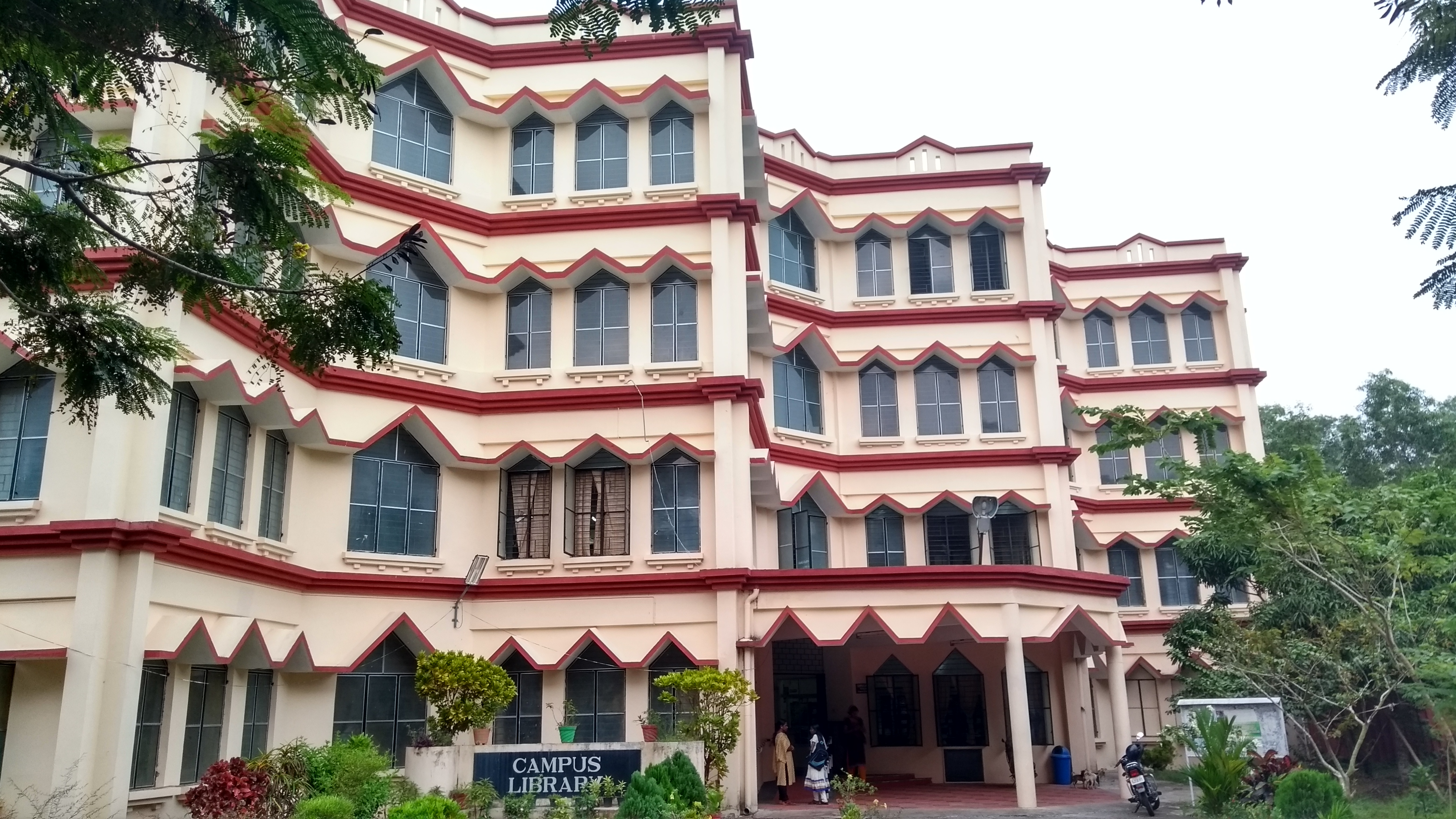
مكتبة الجامعة

تضم الجامعة في الوقت الحاضر ستة عشر كلية وأربعين قسمًا من التدريس والبحث بالإضافة إلى مراكز دراسية وأقسام أخرى. وهي تركز في المقام الأول على برامج الدراسات العليا (الماجستير)، وبرامج الماجستير (درجة البحث سنة واحدة) وأبحاث الدكتوراه. في عام 2007 منحت الجامعة أكثر من 100 شهادة دكتوراه. (تجري أنشطة البحث بالجامعة أيضًا في كليات منتسبة مختارة ومراكز بحث أخرى معترف بها داخل الدولة وخارجها). كان للجامعة في كلياتها علماء مرموقين تم تدريبهم تحت إشراف شخصيات أسطورية (طالب السير سي. رامان في قسم الفيزياء، وطالب الأستاذ س. ر. رانغاناثان في علوم المكتبات وطالب الأستاذ بنيامين بلوم في قسم التربية). كان بعض أعضاء هيئة التدريس أنفسهم أساطير، مثل الشاعرة الشهيرة كيابا بانكير، والباحث الشرقي قانقابي سكثبري.

## مراكز الدراسة
يوجد بالجامعة أيضًا عدد من المراكز الدراسية في مجالات متخصصة مثل تكنولوجيا النانو ودراسات كيرالا والمعلوماتية الحيوية ودراسات المرأة وصعوبات التعلم ودراسات سري نارايانا ودراسات غاندي، إلخ. قامت بعض هذه المراكز بتدريس برامج (شهادة / دبلوم / ماجستير / ماجستير فلسفة)، والعديد منها تقدم برامج الدكتوراه. أنشأت الجامعة أيضًا 10 كلية جامعية لتعليم المعلمين و8 معاهد جامعية للتكنولوجيا، وكلاهما يقدم برامج البكالوريوس (في علوم الكمبيوتر/ تكنولوجيا المعلومات، الإلكترونيات)، على الرغم من توفر برامج الماجستير في عند الاختيار. تقدم كلية الهندسة بالجامعة في كاريافاتوم التعليم الهندسي على المستوى الجامعي.
تضم الجامعة أكثر من 150 كلية تابعة. يتمثل دور الجامعة في تحديد مقررات الدراسة وإجراء الامتحانات وإصدار الشهادات. الإدارة اليومية لهذه المؤسسات ليست ضمن اختصاص الجامعة. ومع ذلك فإن هذه المؤسسات تشكل جزءا رئيسيا من الجامعة. من بين هذه الكليات توجد كلية للفنون والعلوم. وكليتان للحقوق، و17 كلية للهندسة، و9 كليات لماجستير إدارة الأعمال، وكلية لتدريب المعلمين، و4 كليات للطب، و4 كليات الأيورفيدا، وكليتان للمعالجة بالهوميوباثي، وكلية سيدها الطبية، و3 كليات لطب الأسنان، و10 كليات للتمريض، و4 كليات للصيدلة، وكليات للفنون الجميلة، وكلية للموسيقى. يوجد بالجامعة أيضًا كلية وطنية للتربية البدنية تابعة لها. العدد الإجمالي للطلاب في هذه الكليات يتجاوز 84000 طالب.

## التصنيف العالمي
قالب:Infobox India university ranking
احتلت جامعة كيرالا المرتبة 801-1000 في العالم من خلال تصنيفات جامعة تايمز للتعليم العالي العالمية لعام 2018 و 251-300 في آسيا. احتلت المرتبة 47 في الهند بشكل عام من قبل إطار التصنيف المؤسسي الوطني في عام 2018

## خريجون متميزون

### القانون
| اسم          | صف دراسي عام | الدرجة العلمية | كلية                    | الوجيه                                                                                    | المراجع |
| ------------ | ------------ | -------------- | ----------------------- | ----------------------------------------------------------------------------------------- | ------- |
| كوريان جوزيف |              |                | أكاديمية كيرالا للقانون | قاض سابق في المحكمة العليا في الهند ؛ رئيس القضاة السابق في هيماشال براديش المحكمة العليا |         |

### العلوم والتكنولوجيا
| اسم           | صف دراسي عام | الدرجة العلمية     | كلية                        | الوجيه                                             | المراجع |
| ------------- | ------------ | ------------------ | --------------------------- | -------------------------------------------------- | ------- |
| يعقوب إبراهيم | 1970         |                    |                             | عالم الكمبيوتر وأستاذ في جامعة تكساس في أوستن      |         |
| كورونا ساتيش  | 1990         |                    |                             | عالم الأرصاد الجوية وأستاذ في المعهد الهندي للعلوم |         |
| إس سوريش بابو | 1998؛ 2000   | ماجستير. الماجستير | جامعة كلية ثيروفانانثابورام | عالم الغلاف الجوي في مركز فيكرام ساراباي للفضاء    |         |

### الأعمال والإدارة
| اسم            | صف دراسي عام | الدرجة العلمية | كلية | الوجيه                                                                  | المراجع |
| -------------- | ------------ | -------------- | ---- | ----------------------------------------------------------------------- | ------- |
| سالم جانجداران | 1973         |                |      | رئيس مجلس إدارة بنك جنوب الهند والمدير الإقليمي، ولاية كيرالا واكشادويب |         |

## روابط خارجية
- الموقع الرسمي